# Lista över biografer i Borlänge

## Biografer kvar idag
- Biopalatset, Svenska Bio, 2004-
- Forum (biograf, Borlänge), Unga örnar, 1952-

### Övriga
- Maximteatern
- Kosmorama Planetarium

## Nedlagda biografer
- Centrum 1934-1992. Lokalen totalförstördes i en brand 1997.
- Palladium, 1919-1986. Lokalen används numera som kontor.
- Rivoli, 1921-1983. Brann ner 1985
- Sandrew Bio (Cinema 1-2-3), 1978-2004. Ersattes av Biopalatset.
- Sveaborg, 1913-1930. Drevs av FHP.
- Röda kvarn, 1908-(före 1960). Drevs av Folkets hus.